# Peter Otto
Peter Otto (Róterdam, 19 de diciembre de 1955- Arnhem, 8 de septiembre de 2017) fue un escultor  y pintor neerlandés.

## Datos biográficos
Fue el autor de la escultura Doble totem - Twisted Totem (2004), que forma parte del proyecto Sokkelplan de La Haya.

## Obras
- Doble totem - Twisted Totem (2004), La Haya, dentro del proyecto Sokkelplan.[2]

52°4′35.84″N 4°19′2.16″E / 52.0766222, 4.3172667

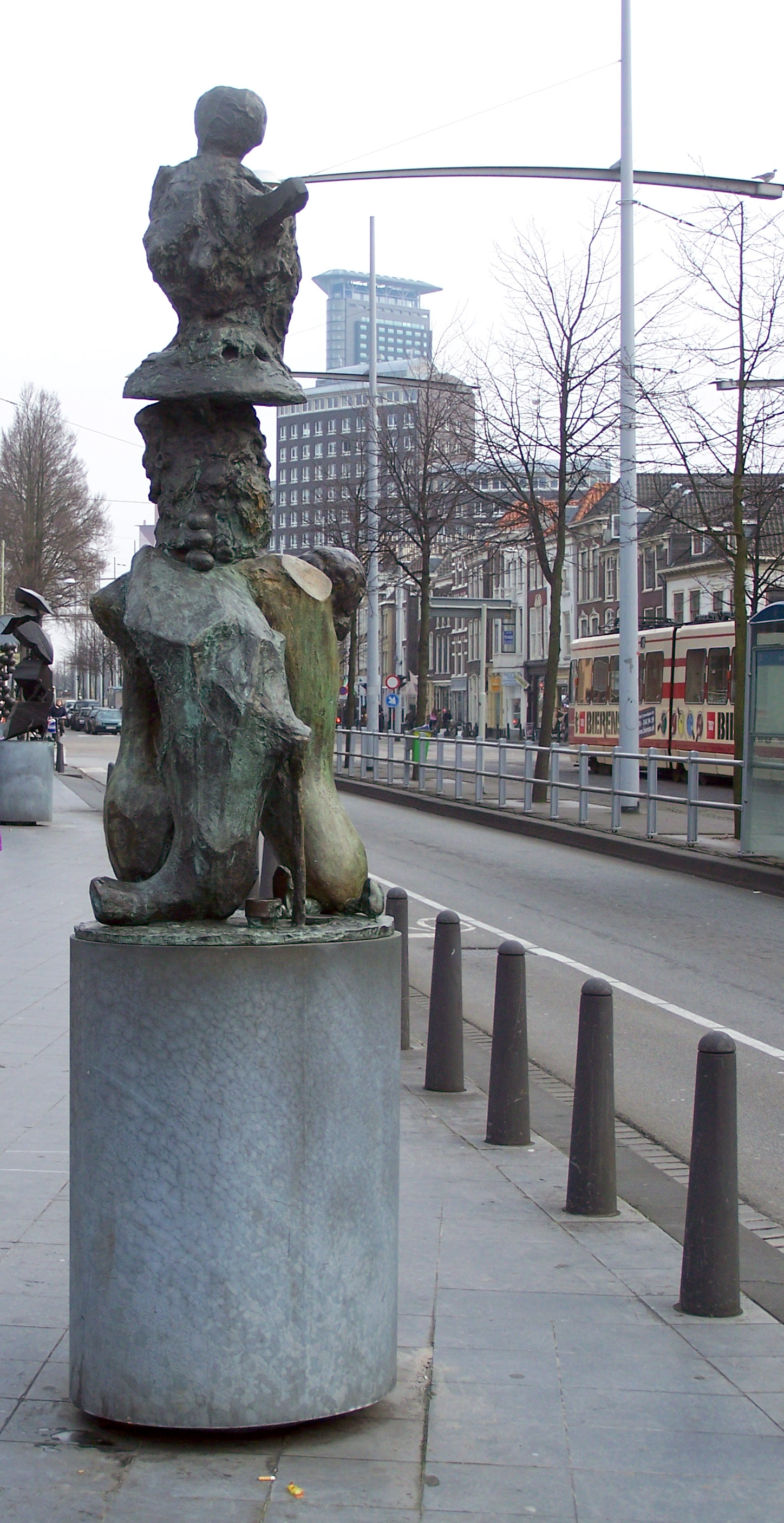
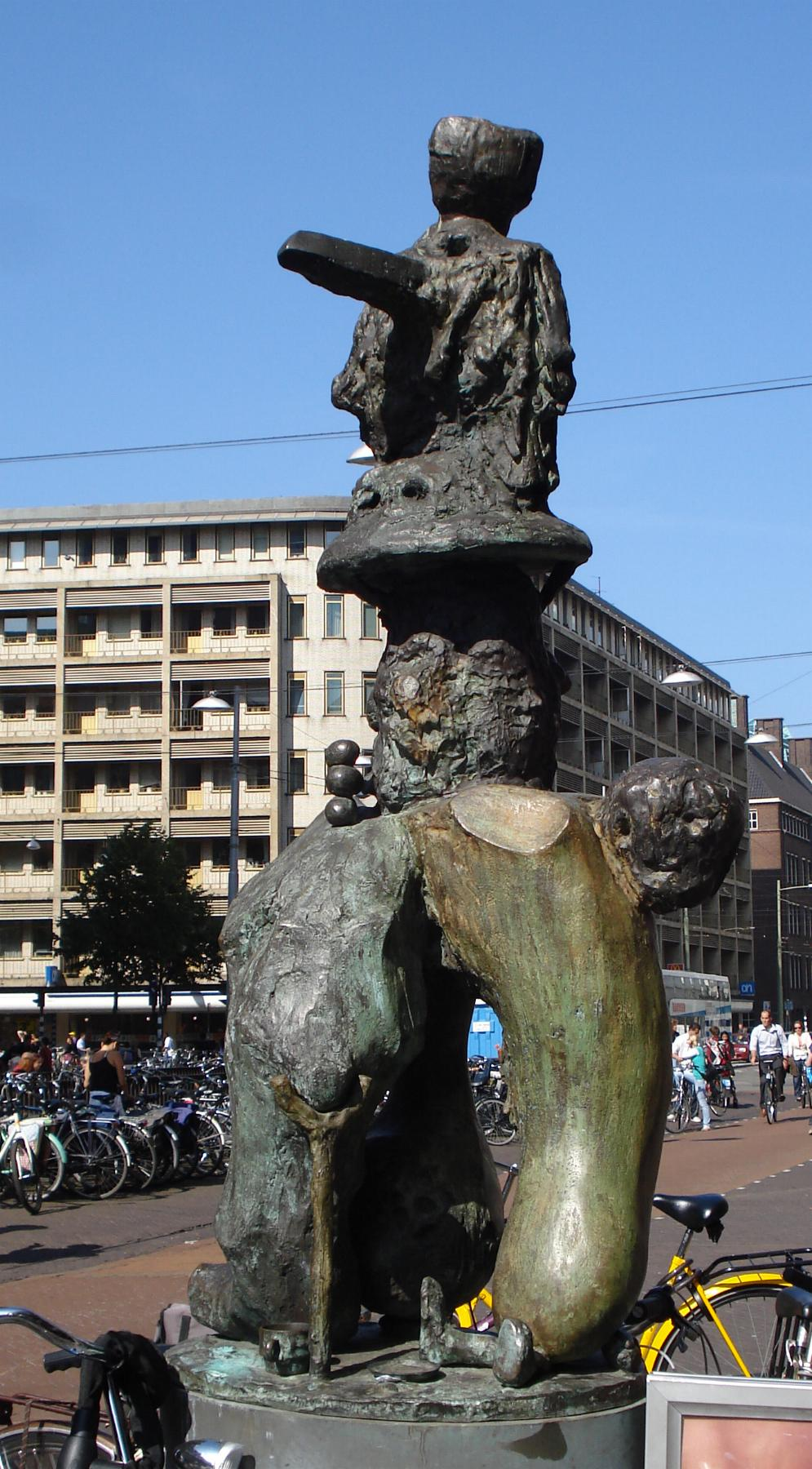
Pulsar para ampliar.